# Monte Leone
Pour les articles homonymes, voir Leone.
Le Monte Leone est le point culminant du massif des Alpes lépontines à 3 552 ou 3 554 m d'altitude, à cheval entre la Suisse (canton du Valais) et l'Italie (Piémont).
Il est par la même occasion le sommet le plus élevé des Alpes tessinoises (partie occidentale des Alpes lépontines, à l'ouest du col du Saint-Gothard) et en particulier du massif du Monte Leone (entre le col du Simplon et le col du Nufenen).

## Alpinisme
- Le 9 août 1850, Gottlieb Studer, J. Siegfried et Melchior Ulrich, avec le guide Jean Madutz, atteignirent le sommet ouest (3 280 m) ; en août 1859 la première ascension du point culminant fut faite par Johann Jakob Weilenmann, seul[4],[5]
- 1913 - Ascension hivernale et à skis par Marcel Kurz